# José Ignacio Árciga y Ruiz de Chávez
José Ignacio Árciga y Ruiz de Chávez (Pátzcuaro, Michoacán, México, 19 de mayo de 1830 - México, Distrito Federal, México 7 de enero de 1900) fue el XXXIII obispo de Morelia en donde sirvió de 1868 hasta su muerte en 1900. 
Fue ordenado sacerdote el 24 de julio de 1853.
Nombrado obispo auxiliar de Morelia (entonces diócesis de Michoacán) el 8 de enero de 1866 pero fue ordenado obispo hasta el 8 de septiembre de 1867 y comenzando a ser el arzobispo titular a partir del 21 de diciembre de 1868.